# Franz Xaver

Japanisches Porträt von Francisco de Xavier aus dem 17. Jh. (Stadtmuseum Kobe)

Francisco de Xavier (spanisch Francisco de Gassu y Javier, Francisco de Jassu y Azpilcueta; * 7. April 1506 in Castillo de Javier bei Sangüesa, Spanien; † 3. Dezember 1552 auf der Insel Shangchuan Dao bei Kanton in China), im deutschsprachigen Raum bekannt als hl. Franz Xaver, im italienischen als Francesco Saverio, war einer der Wegbereiter christlicher Mission in Ostasien und Mitbegründer der Gesellschaft Jesu.

## Kirchengeschichtliche Zeitumstände
Franz Xavers Lebzeiten standen in Europa im Zeichen der von Martin Luther ausgehenden Reformation. Die katholische Kirche musste sich Kritik wegen Vernachlässigung des geistlichen Amtes durch ihre Päpste, Verweltlichung, mangelnder theologischer Bildung des Klerus und obskurer Finanzpolitik (Ablasshandel) gefallen lassen. Infolgedessen hatten protestantische Strömungen enormen Zulauf.
Die Kirche reagierte auf die Entwicklungen mit dem Konzil von Trient (1545–1563), das eine innere Erneuerung der Kirche auslöste. Der neu gegründete Jesuitenorden (Societas Jesu, SJ) unterstützte diese innerkirchliche Reformbewegung. Hauptziel des Ordens war und ist die Ausbreitung, Festigung und Verteidigung des katholischen Glaubens, unter anderem durch Missionsarbeit.
Mit der Bulle Romanus Pontifex wurde den Portugiesen das Patronat für die Missionierung Asiens übertragen. Im Gegenzug wurde ihnen das Handelsmonopol für diesen Raum gewährt. Nachdem 1498 Vasco da Gama den Seeweg nach Indien entdeckt hatte, betrieben die Portugiesen zunächst nur Handelsgeschäfte im Rahmen des Indienhandels.

Xaviers Reise nach Ostasien

1539 bat der portugiesische König Johann III. Papst Paul III. um Missionare für die portugiesischen Besitzungen in Ostindien. Nach seiner Ernennung zum Apostolischen Nuntius für ganz Asien brach Francisco de Xavier y Jassu im Jahr 1541 von Lissabon aus nach Indien auf und landete am 6. Mai 1542 in Goa. Als Gesandte des Papstes in Goa verhaftet wurden, drohte man dem portugiesischen König Johann III. damit, den Osten für alle katholischen Europäer zu öffnen. Schließlich forcierte der König die Missionierung und schickte Jesuiten in die neuen Kolonien. Damit begann auch eine intensivere christliche Mission in Indien, zu der Luís Fróis ebenfalls kräftig beitrug.
Diese weißen Flecken auf der katholischen Landkarte versuchten Missionare zu schließen. Es galt, das Evangelium auch den Heiden zu vermitteln und ihre Seelen vor der Verdammnis zu retten. Unterstützt wurden sie hierbei durch Vergünstigungen der Kolonialverwaltung für neugetaufte Christen (Essensspenden für Arme, lukrative Positionen bei den Portugiesen für den Mittelstand und militärische Unterstützung für Herrscher), die ihrerseits mit der Einbindung der Missionierung in ihren Zuständigkeitsbereich auch eine nicht-wirtschaftliche Legitimation für ihre Arbeit zu schaffen versuchte.

## Leben

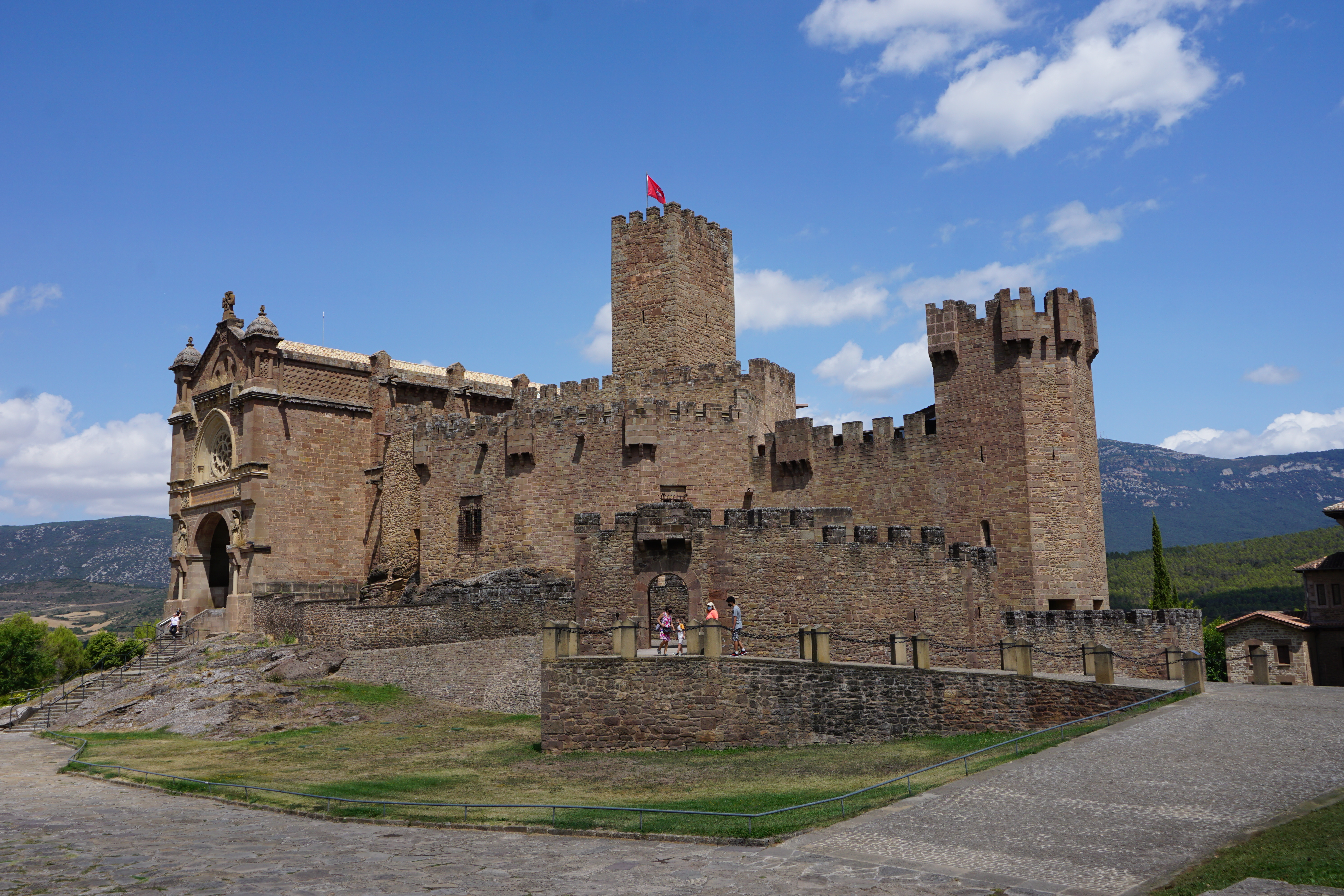
Burg Javier

Franz Xaver wurde auf der Burg Xavier (heute: Javier bei Pamplona) im ehemaligen Königreich Navarra geboren, das im Jahr 1512 von den Truppen Ferdinand von Aragóns erobert wurde. Er studierte ab 1525 an der Sorbonne in Paris und wohnte im Collège Sainte-Barbe. Franz Xaver und Peter Faber gehörten zu den ersten, die sich im Jahr 1533 Ignatius von Loyola anschlossen und später mit ihm und drei anderen den Jesuitenorden gründeten. Die Priesterweihe empfing Franz Xaver 1537 in Venedig. Im Jahr 1539 arbeitete er in Rom mit Ignatius beim ersten Entwurf der jesuitischen Ordenssatzung zusammen.

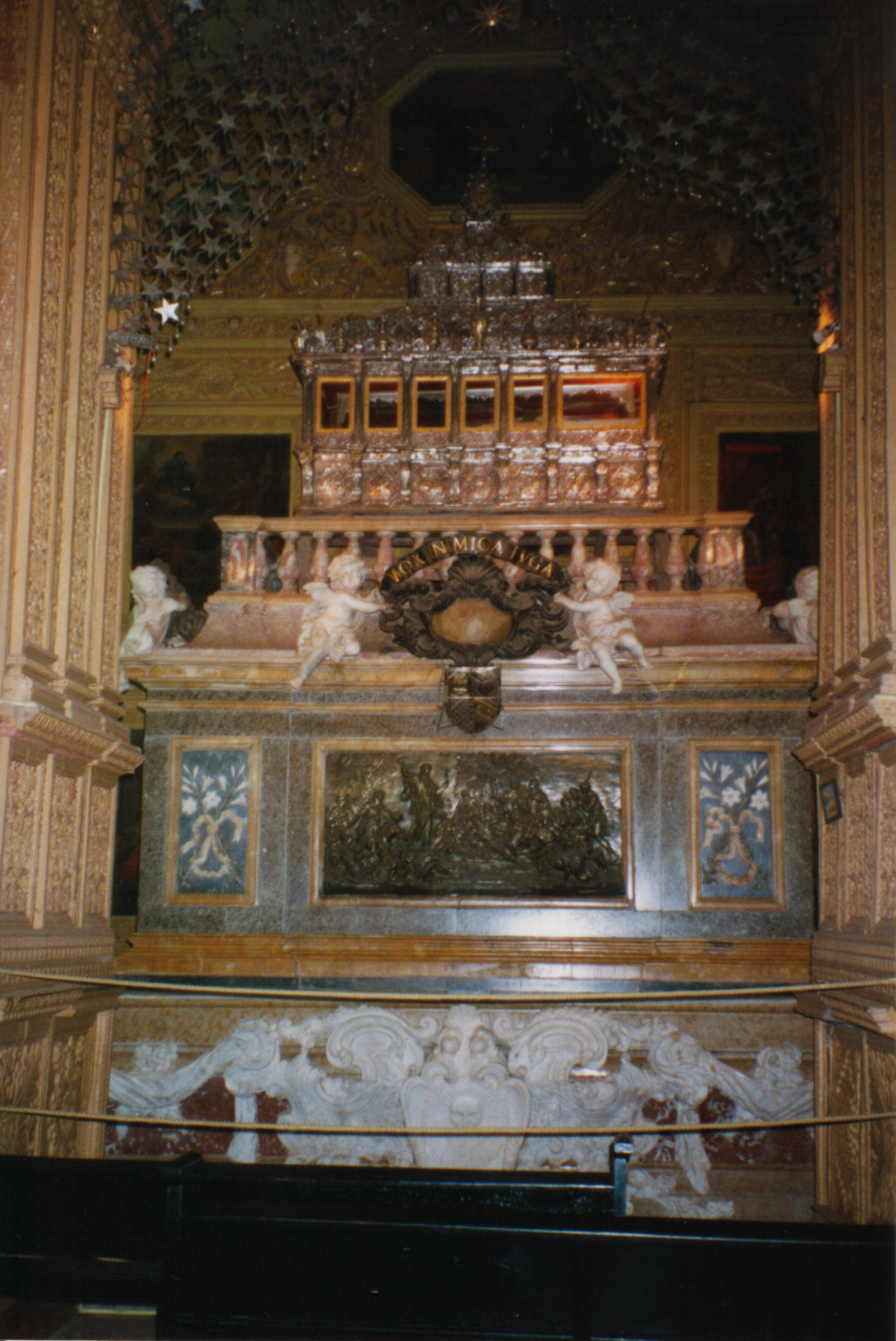
Ganzkörperreliquie Franz Xavers in der Basílica do Bom Jesus in Goa

Der portugiesische König Johann III. bat im selben Jahr Papst Paul III. um Missionare für die portugiesischen Besitzungen in Ostindien. Nach seiner Ernennung zum apostolischen Nuntius für das ganze Asien brach Franz Xaver im Jahr 1541 von Lissabon aus mit einer Königlichen Indienflotte nach Indien auf und landete am 6. Mai 1542 in Goa. Drei Jahre lang arbeitete er mit großem Erfolg in Goa und bei den Perlfischern und im südindischen Gebiet Travancore.
Da sich viele Inder aus Opportunismus taufen ließen, entstand das Problem, dass diese bald wieder zu ihrem alten Glauben zurückkehrten oder nebenher ihren alten Ritualen anhingen. Um die Reinheit der Lehre zu bewahren, bat Franz Xaver 1545 den König von Portugal, die Inquisition nach Indien zu schicken. Ab dem Jahr 1545 missionierte Franz Xaver auf der hinterindischen Halbinsel Malakka und ab 1546 auf mehreren Inseln der von den Portugiesen entdeckten Molukken im heutigen Indonesien, darunter Ambon und Ternate.

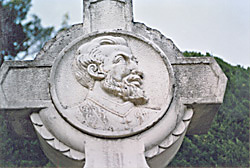
Denkmal für Francisco de Xavier im japanischen Hafenstädtchen Hirado

Auf Malakka traf er im Jahr 1547 einen Japaner, dessen Berichte ihn überzeugten, auch in Japan (Nippon) den christlichen Glauben zu verkünden. Nach Regelung von Ordensangelegenheiten in Goa, das als eine Art Basis seiner Missionstätigkeit diente, trat er 1549 die Schiffsreise nach Nippon an. Am 15. August 1549 erreichte er als erster christlicher Missionar den Hafen von Kagoshima auf der Insel Kyūshū. Rund drei Jahre verbrachte Franz Xaver mit Missionsaufgaben in Japan; in Yamaguchi gründete er die erste christliche Gemeinde. Als Franz Xaver sich von dort als einfacher Pilger zu Fuß im Januar 1551 nach Kyōto begab, wurde er vom japanischen Kaiser Go-Nara nicht vorgelassen. Das christliche Ideal eines heiligen Lebens in Armut war für Japaner unvorstellbar. Nachdem eine Gruppe von Jesuiten als seine Nachfolger eingesetzt war, versuchte er, als Nächstes im Ming-zeitlichen Kaiserreich China das Evangelium zu verkünden.
Dazu sollte es nicht mehr kommen: Ausländern war damals der Zutritt ins Reich der Mitte untersagt. Im Alter von 46 Jahren starb er auf der dem chinesischen Festland vorgelagerten Insel Shangchuan Dao in der Bucht von Kanton (heute: Guangzhou). Franz Xaver fand 1554 in Velha Goa (in der Nähe von Panjim, Goa, Indien) in der Basílica do Bom Jesus seine letzte Ruhestätte. Im Jahr 1615 wurde sein rechter Unterarm als Reliquie nach Rom überführt; er befindet sich in der Mutterkirche des Jesuitenordens Il Gesù.

## Seligsprechung und Heiligsprechung
Von Papst Paul V. wurde der Jesuit am 25. Oktober 1620 selig und von Gregor XV. am 12. März 1622 heiliggesprochen.

## Briefe
Die Briefe Franz Xavers hinterließen in Europa einen großen Eindruck. Sie wurden bereits im Jahr 1545 erstmals gedruckt und weckten bei vielen eine neue Begeisterung für die Mission. Der folgende kurze Ausschnitt aus einem Brief von der Anfangszeit seines Wirkens in Indien (15. Januar 1544) gibt einen Einblick davon, was Franz Xaver antrieb:

„Wie viele Bekehrungen bleiben wegen des Mangels an Helfern, die sich des heiligen Werkes annehmen, in diesen Ländern noch zu wirken! Es packt mich, wie oft, das Verlangen, in die Universitäten Europas zu stürmen, schreiend mit lauter Stimme, wie einer, der nicht mehr bei Sinnen ist; vor allem in Paris wollte ich’s alle hören lassen, deren Wissen größer ist als der Wunsch, hiervon guten Gebrauch zu machen; vor versammelter Sorbonne wollte ich’s ihnen zurufen: wie viele Seelen vom Wege des Heiles abkommen durch ihre Schuld, wie viele Seelen verlorengehen durch ihre Gleichgültigkeit! Wenn sie mit gleichem Eifer, den sie den Studien zuwenden, auch jene Rechenschaft überdenken würden, die Gott, unser Herr, dereinst von ihnen fordern wird, […] – wie viele von ihnen müßten erschüttert sein! Sie würden die Mittel zu ihrem Heile ergreifen, sie würden geistliche Übungen halten, diese Übungen, ausersehen, sie im Inneresten ihrer Seele den heiligen Willen Gottes erkennen zu lassen und ihn zu begreifen in seiner Tiefe. Und sie würden sich diesem göttlichen Willen fortan bereitwilliger als ihren eigenen Neigungen hingeben, sprechend: ‚Herr! Siehe, hier bin ich. Was willst Du, daß ich tun soll? Sende mich, wohin Du willst, und wenn es gut ist, selbst bis nach Indien!‘“

## Bedeutung
Franz Xaver ist nicht nur der Begründer der Jesuitenmission, sondern auch ein Vorreiter zeitgemäßer katholischer Mission: Am Beginn jeder Missionstätigkeit stand für ihn die Inkulturation, also das Kennenlernen und Verstehen des fremden Volkes, seiner Sprache, der Religionen und Riten. Zur Gewinnung neuer Christen war dann die Anpassung äußerlicher Formen an die Gebräuche und Gewohnheiten des Volkes zweckmäßig. Eine umfassende Organisation der Missionstätigkeit, regelmäßige Berichte, der Bau von Schulen und das Einbeziehen örtlicher Hilfswilliger sollten Schlüssel zum Erfolg der Missionsarbeit sein. Spätere Generationen kritisierten die Anpassung an heidnische Bräuche als Synkretismus (siehe Ritenstreit).

## Gedenktag
Namenstag des Heiligen ist der 3. Dezember. Dieser Gedenktag gilt für die Evangelisch-Lutherische Kirche in Amerika, die Anglikanische Gemeinschaft und die römisch-katholische Kirche.
Franz Xaver ist in der römisch-katholischen Kirche Schutzpatron von Indien, Patron aller Missionare und Missionen sowie der Seereisenden. Er wird zum Schutz gegen Sturm und Pest angerufen. Sein Beistand wird für eine gute Sterbestunde erfleht.
In der römisch-katholischen Kirche werden Heilige Messen zu Ehren des heiligen Franz Xaver in seiner Funktion als Schutzpatron gegen Sturm als „Xaveriamt“ bezeichnet.

## Ikonografie

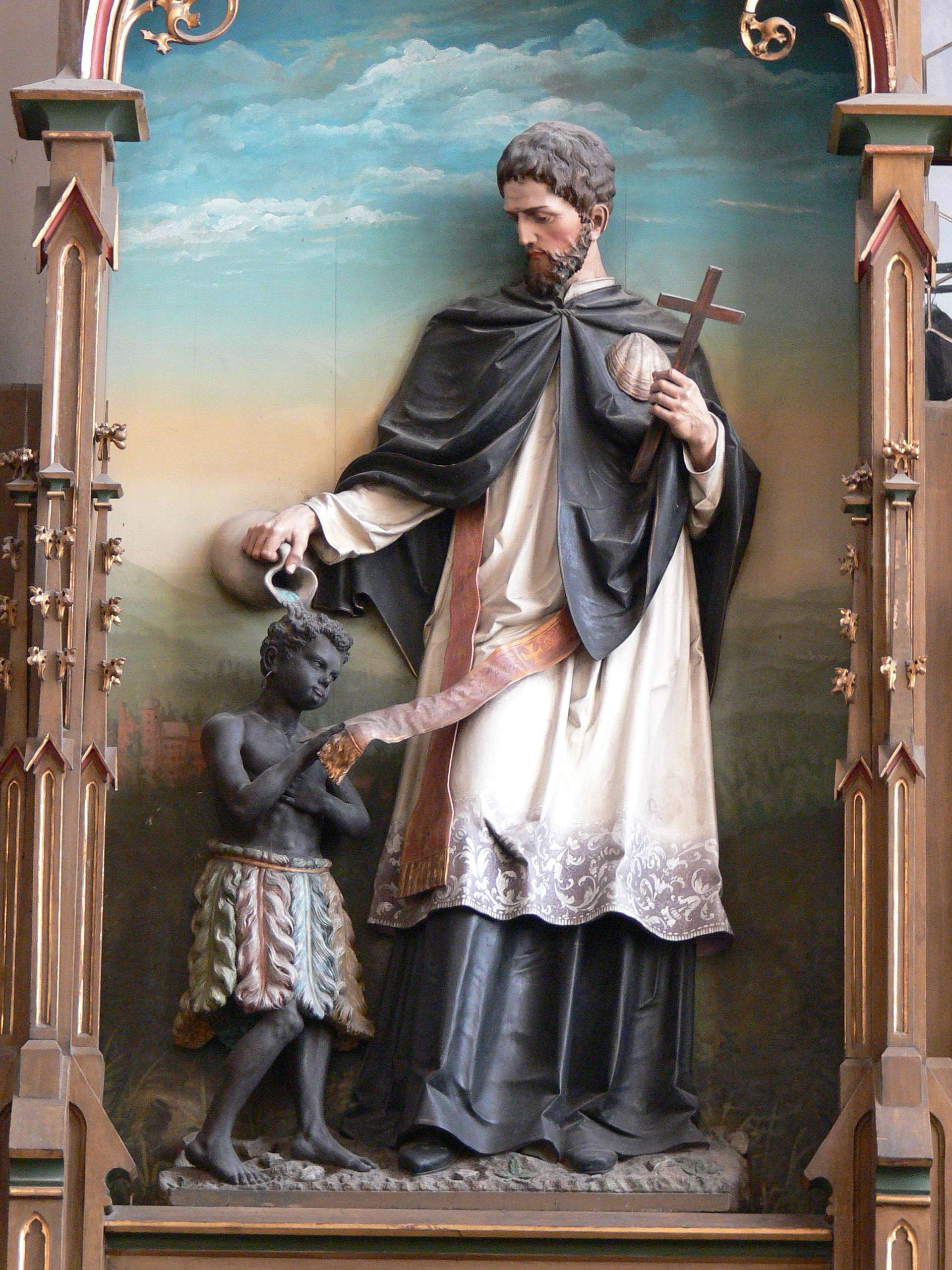
Franz Xaver bei der Taufe. Relief in der Kirche St. Veit in Krumau

Franz Xaver wird in der Kleidung eines Priesters mit den ikonografischen Attributen Kreuz in der Hand, mit einem flammenden Herz, beim Predigen oder beim Taufen – manchmal mit einer Jakobsmuschel – oder auch mit einem Inder als Attribut dargestellt. Gekleidet ist er häufig ähnlich wie Johannes von Nepomuk, dem Brückenheiligen, mit einem langen oder halblangen schwarzen Mantel und einem weißen Chorhemd mit Spitzen und ist, auch wenn er auf Brücken aufgestellt wird, nicht mit diesem zu verwechseln.

## Namensgeber
Franz Xaver ist Namensgeber sowohl als Vorname, im Deutschen Franz Xaver oder Xaver, als auch in der Benennung zahlreicher Orte wie San Javier oder São Francisco Xavier. Die kanadische Saint Francis Xavier University wurde nach ihm benannt, ebenso der Franziskus-Xaverius-Verein oder zahlreiche Kirchengebäude. Auch Schulen tragen seinen Namen, insbesondere in Indien, wo unter anderem das Saint Xavier’s College in Mumbai nach ihm benannt ist, sowie das Gymnasium St. Xaver in Bad Driburg. 
Alle Kinder von August III. und seiner Ehefrau Maria Josepha von Österreich (1699–1757) hießen mit Beinamen 'Franz Xaver' bzw. 'Franziska Xaveria'.